# Lineke Rijxman
Carolina Elisabeth (Lineke) Rijxman (Bussum, 14 april 1957) is een Nederlands actrice en regisseuse.

## Biografie
Rijxman studeerde in 1982 af aan de Toneelschool in Amsterdam. Nadat ze als freelancer in voorstellingen speelde bij gezelschappen als het Ro Theater en Zuidelijk Toneel, werd ze door Gerardjan Rijnders gevraagd om bij Toneelgroep Amsterdam te komen. Ze maakte dertien jaar deel uit van het vaste ensemble en speelde er tot 2004 in meer dan 30 producties, waaronder Snaren, Ashes to Ashes, Mooi, Liefhebber, Ballet, Een soort Hades, Closer, Richard III, Drie Zusters.
Rijxman speelde in diverse films zoals: Minoes, Taal is zeg maar echt m'n ding, Alle Tijd (nominatie Gouden Kalf), De Boskampi's, Alles is Liefde, Gebroken spiegels (nominatie Gouden Kalf), en Gooische Vrouwen II. Voor televisie speelde ze onder meer in Rundfunk, de sequels van  't Schaep met de 5 pooten, Vuurzee, Kleine Pauze, Keyzer & De Boer Advocaten, Tropenjaren en de Mug-televisieseries Hertenkamp, TV7 en Koppensnellers.
In 2006 speelde ze haar eerste toneelrol bij mugmetdegoudentand, die van de vierjarige dochter in de voorstelling Quality Time. Deze voorstelling werd geselecteerd voor het Nederlands Theaterfestival 2006 en Rijxman won er de VSCD Toneelprijs Colombina mee.  
In 2009 werd ze vast lid van de artistieke kern van mugmetdegoudentand en maakte ze samen met Willem de Wolf  en Joan Nederlof de voorstelling Hannah en Martin. Voor haar rol van Hannah Arendt won Rijxman de VSCD Toneelprijs de Theo d'Or. Deze voorstelling werd ook geselecteerd voor het Nederlands Theaterfestival 2010.
Naast acteren regisseert Rijxman ook bij mugmetdegoudentand, o.a. De Joodse Raad, Gidsland (nominatie Anniek Pheifer Colombina), Kunsthart (geselecteerd voor het Nederlands Theaterfestival 2015 en nominatie Guy Clemens Louis d'Or), Verlichting Light en Mug Inn.
In 2019 maakte ze samen met Adelheid Roosen, Titus Muizelaar en George Groot de voorstelling Rijsen&Rooxman, DeDikkeMuiz&Sjors. Met Compagnie de Koe maakte ze datzelfde jaar de voorstelling Seks(e)(n); deze voorstelling werd geselecteerd voor het Belgisch Theaterfestival 2020.
In 2021 maakte ze samen met Malou Gorter, Rosa van Leeuwen en Margo Verhoeven Happy Hour; een komische en genadeloze voorstelling over populisme. In datzelfde jaar speelde ze ook een van de slachtoffers in de telefilm Herman vermoordt mensen.

## Filmografie
- 1981 - Het meisje met het rode haar - Judith
- 1981 - Kinderen van toen en nu
- 1984 - Gebroken spiegels - Diane
- 1988 - De rivier waarin ik zwom - Marith van den Berg
- 1989 - Ongedaan gedaan - Diane
- 1992 - Rooksporen
- 1993 - Verhalen van de straat - Annabella
- 1995 - Filmpje! - Gill
- 1995 - Antonia - Stem van volwassen Sarah
- 1996 - Laagland - Ellen
- 1998 - Hertenkamp - Regisseuse
- 1999 - Verdi - Zus
- 2000 - Baantjer: De Cock en de zaak Vledder - Karin van Wessel
- 2000 - Het Feest van Sinterklaas - Boevin Vandela
- 2001 - All Stars: Blinde Homo! - Moeder scheidsrechter
- 2001 - Minoes - Hoofdredacteur Killendoornse Courant
- 2001 - Zus & Zo
- 2002 - Spangen - Paula de Vlieger
- 2002 - Meiden van De Wit - Vrouw American Dairy
- 2002 - TV 7 - Laetitia du Pré
- 2004 - Erik of het kleine insectenboek - Doodgraversvrouw
- 2004 - Enneagram - Eva
- 2005 - Baantjer: De Cock en de kroongetuige - Sacha van der Ploeg
- 2005 - Kleine Pauze - Titia Uittenbroek
- 2005 - Vuurzee - Josje Aslan-De Beus (2005-2006)
- 2005 - Keyzer & De Boer Advocaten - Marietta Klein (2005-2007)
- 2006 - IC: Kwaliteit van leven - Saskia Zuidema
- 2007 - Zadelpijn - Nina
- 2007 - Alles is Liefde - Jutta Horvath
- 2008 - S1NGLE - Verkoopster (2008-2010)
- 2009 - 't Vrije Schaep - Jacqueline Withof
- 2009 - Vuurzee II - Josje Aslan-De Beus
- 2011 - Alle tijd - Reina
- 2011 - 't Spaanse Schaep - Jacqueline Withof
- 2012 - Dokter Deen: (Afl., Familie en Elle de Vlee) - Emma Zijlstra
- 2013 - 't Schaep in Mokum - Jacqueline Withof
- 2014 - Lucia de B. - Barbara Kobus
- 2014 - Gooische Vrouwen II - Rechter
- 2015 - 't Schaep Ahoy - Jacqueline Withof
- 2015 - De Boskampi's - Gerda
- 2016 - She/Her - Ella
- 2016 - Rundfunk - Mevrouw Wevers
- 2016 - Moos - Saar
- 2017 - De terugkeer van de wespendief - Biologielerares
- 2018 - Flikken Maastricht - Psycholoog
- 2018 - An impossibly small object - Moeder fotograaf
- 2018 - Taal is zeg maar echt mijn ding - Layla
- 2020 - Koppensnellers - Dana Woerdenbagh
- 2021 - Herman vermoordt mensen - Mevrouw Leeflang
- 2022 - Tropenjaren - Sarah
- 2022 - Oogappels - Psycholoog
- 2022 - Sleepers - Ans van Praag
- 2024 - BODEM - Claudia
- 2024 - Jimmy - Farah
- 2025 - Straatcoaches vs Aliens - minister president

## Persoonlijk
De voormalige NPO-bestuurder Shula Rijxman is een zus van Lineke Rijxman.